# Pieter de Coninck (schip, 1910)
De Pieter de Coninck was een Belgische pakketboot, die, net als zijn Belgische zusterschip de Jan Breydel, gebouwd was in 1910 op de Cockerill Yards in Hoboken bij Antwerpen en dienstdeed als overzetschip op de lijn Oostende-Dover. Ze waren beide 110,11 m lang en 12,95 m breed.
Eveneens als de Jan Breydel vertrok de Pieter de Coninck aan het begin van de Eerste Wereldoorlog naar Groot-Brittannië en werd ze opgevorderd, net als alle andere bruikbare schepen, voor de marine en de geallieerde mogendheden. Het schip werd ook getooid met de oorlogscamouflagekleuren op zijn flanken, beide schoorstenen en bovenbouw, met de nodige kanonbewapening. Evenals de Jan Breydel ontwikkelde de Pieter de Coninck een uursnelheid van 24,28 knopen, wat voor die tijd snel was. Doordat ze zo snel waren, voeren beide schepen in snel tempo heen en weer over Het Kanaal, met troepen, materieel en bevoorrading. De Britse gewonden en verlofgangers keerden met deze schepen terug naar Engeland. Ze moesten dan ook oppassen voor de Duitse U-boten, die voortdurend in Het Kanaal patrouilleerden.